# Турф-Эйнар Рёгнвальдссон
Турф-Эйнар Рёгнвальдссон (норв. Torf-Einar Rognvaldsson; ум. ок. 910) — ярл Оркнейских островов (ок. 893— ок. 910), младший сын первого оркнейского ярла Рёгнвальда Эйстейнссона.

## Биография
Младший сын Регнвальда Эйстейнссона, назначенного норвежским королём Харальдом I Прекрасноволосым ярлом Оркнейских и Шетландских островов. Его матерью была наложница. Рёгнвальд назначил ярлом на Оркнейских островах своего брата Сигурда, которому наследовал его сын Гутторм, умерший через год после смерти отца. Тогда Рёгнвальд отправил правителем на острова одного из своих сыновей, Халлада, но он не смог удержать контроль, отказался от власти и вернулся в Норвегию.
Согласно своду скандинавских саг «Круг Земной» и «Саге об оркнейцах», ярл Рёгнвальд не любил своего младшего сына Эйнара, матерью которого являлась рабыня. Он согласился назначить Эйнара ярлом на острова и предоставить ему один боевой корабль с экипажем, чтобы больше никогда его не видеть. В свою очередь Эйнар обязался никогда не возвращаться домой. Эйнар одержал победу над двумя датскими лидерами Ториром (Торир Деревянная Борода) и Кальвом (Кальв Перхоть), которые погибли в бою. Эйнар Регнвальдссон подчинил своей власти все Оркнейские и Шетландские острова.
Он получил прозвище Торф-Эйнар, так как велел резать торф на топливо, потому что на островах не было леса.

## Отношения с Норвегией
Согласно «Кругу Земному», Хальвдан Высоконогий и Гудрёд Блеск, сыновья норвежского короля Харальда I Прекрасноволосого, совершили поход на Мёр и умертвили ярла Рёгнвальда Эйстейнссона, который сгорел в доме вместе с 60 людьми. Хальвдан Высоконогий предпринял поход на Оркнейские острова и изгнал оттуда Турф-Эйнара, а Гудрёд Блеск захватил владения убитого Рёгнвальда. Харальд Прекрасноволосый с войском предпринял карательный поход против Гудрёда, который вынужден был сдаться на милость отцу. Харальд назначил ярлом в Мёре Торира Молчаливого, сына Рёгнвальда Эйстейнссона и женил его на своей дочери Алов. Вскоре Турф-Эйнар вернулся на острова и одержал победу в бою над Хальвданом Высоконогим, который был взят в плен и убит. Харальд собрал большое войско и прибыл на Оркнейские острова, откуда Турф-Эйнар бежал в Кейтнесс. Вскоре ярл отдался на суд Харальда. Он выплатил конунгу виру за его сына в размере 60 золотых марок и сохранил свою власть на Оркнейских островах.
Около 910 года Турф-Эйнар скончался, оставив после себя трёх сыновей:
- Арнкель, ярл Оркни (ок. 910 — ок. 954)
- Эрленд, ярл Оркни (ок. 910 — ок. 954)
- Торфинн Раскалыватель Черепов, ярл Оркни (ок. 910 — ок. 963)